# S60
S60 (früher Series 60 genannt) ist eine Grafische Benutzeroberfläche für Smartphones, die auf Symbian OS aufsetzt. Die Entwicklerfirma Symbian Ltd. wurde im Dezember 2008 vollständig von Nokia übernommen und danach in die Symbian Foundation, eine gemeinnützige Stiftung, eingebracht.
Gemeinsame Merkmale aller Smartphones mit S60-Bedienoberfläche sind ein großes Farbdisplay (bei den aktuellen Smartphones 360×640 (Touchscreen), 240×320 und 352×416 Pixel, bei früheren Modellen 176×208 bzw. 176×220), zwei Softkeys, 5-Wege-Navigations-, Menü-, Schnellzugrifftaste/Multimediataste (ab N70) und Ziffernblock als Bedienelemente.

## Dateiübertragung
Für Dateiübertragung sorgen Bluetooth, Infrarot, WLAN, GPRS und UMTS. Außerdem lassen sich die Daten auf einem S60-Telefon über das mitgelieferte Synchronisationsprogramm (Synchronisation/Remote Sync) mit der Remote-Datenbank eines anderen Geräts, z. B. eines kompatiblen Computers oder Servers im Internet abgleichen.

## Lizenznehmer
S60 wurde nicht nur von Nokia eingesetzt, sondern zusätzlich an weitere Mobiltelefonhersteller wie Sony Ericsson, Samsung, Lenovo und LG lizenziert. Frühere Geräte wurden von Siemens, Panasonic und Sendo entwickelt. Diese Lizenznehmer stiegen allerdings später alle auf Betriebssysteme wie Android oder Windows Phone 7 um, so dass im Oktober 2010 nur noch Nokia auf Symbian OS als Betriebssystem für seine Smartphones verwendete.

## S60-Handy-Modelle
- Nokia NSeries
- Nokia ESeries

Series 60 Version 1.0, mit Symbian OS 6.1
- Nokia 7650

Series 60 1st Edition (Version 1.2), mit Symbian OS 6.1
- Nokia 3600
- Nokia 3620 (GSM 850/1900 Nachfolger des 3650)
- Nokia 3650
- Nokia 3660 (GSM 900/1800/1900 Nachfolger des 3650)
- Nokia N-Gage und Nokia N-Gage QD
- Samsung SGH-D700
- Sendo X
- Sendo X2
- Siemens SX1

Series 60 2nd Edition (Version 2.0), mit Symbian OS 7.0s
Enthält neue Funktionen wie J2ME/MIDP 2.0 Unterstützung und verschiedene Erscheinungsbilder (Themes)
- Nokia 6600
- Panasonic X700
- Panasonic X800
- Samsung SGH-D710
- Samsung SGH-D720
- Samsung SGH-D730

Series 60 2nd Edition, Feature Pack 1 (Version 2.1), mit Symbian OS 7.0s
- Nokia 3230
- Nokia 6260
- Nokia 6620
- Nokia 6670
- Nokia 7610

Series 60 2nd Edition, Feature Pack 2 (Version 2.6), mit Symbian OS Version 8.0a
Symbian 8.x unterstützt UMTS (GSM 3G/WCDMA) und CDMA2000 Netze.
- Nokia 6630
- Nokia 6680 (siehe Bild)
- Nokia 6681
- Nokia 6682
- Lenovo P930

Series 60 2nd Edition, Feature Pack 3 (Version 2.8), mit Symbian OS Version 8.1a
- Nokia N70
- Nokia N72
- Nokia N90
- Samsung SGH-Z600

S60 3rd Edition (Version 3.0), mit Symbian OS Version 9.1
Symbian 9.1 mit erweiterten DRM und ohne Abwärtskompatibilität zu bisherigen Symbian Anwendungen.
- Nokia 3250
- Nokia 5500
- Nokia E50
- Nokia E60
- Nokia E61
- Nokia E61i
- Nokia E62
- Nokia E65
- Nokia E70
- Nokia N71
- Nokia N73
- Nokia N75
- Nokia N77
- Nokia N80
- Nokia N80 Internet Edition
- Nokia N91
- Nokia N92
- Nokia N93
- Nokia N93i

S60 3rd Edition, Feature Pack 1 (Version 3.1), mit Symbian OS Version 9.2
- LG KS10 JoY
- LG KT610
- Nokia 5700 XpressMusic
- Nokia 6110 Navigator
- Nokia 6120 classic
- Nokia 6121 classic
- Nokia 6124 classic
- Nokia 6290
- Nokia E51
- Nokia E63
- Nokia E66
- Nokia E71
- Nokia E90 Communicator
- Nokia N81
- Nokia N81 8GB
- Nokia N82
- Nokia N76
- Nokia N95
- Nokia N95 8GB
- Samsung SGH-G810
- Samsung SGH-i520
- Samsung SGH-i450
- Samsung SGH-i550
- Samsung SGH-i560

S60 3rd Edition, Feature Pack 2 (Version 3.2), mit Symbian OS Version 9.3
Vorgestellt Anfang Februar 2008 auf dem 3GSM World Congress. Wesentliche Verbesserungen: Geschwindigkeit und Optik (Drehung bei Öffnen eines Bildes/Videos)
- LG KT770
- Nokia 5320 XpressMusic
- Nokia 5630 XpressMusic
- Nokia 5730 XpressMusic
- Nokia 6220 classic
- Nokia 6210 Navigator
- Nokia 6220 classic
- Nokia 6650 (nur bei T-Mobile)
- Nokia 6700 slide
- Nokia 6720 classic
- Nokia 6730 classic (nur bei vodafone)
- Nokia 6710 Navigator
- Nokia 6760 slide
- Nokia C5-00
- Nokia E5-00
- Nokia E52
- Nokia E55
- Nokia E71x
- Nokia E72
- Nokia E75
- Nokia N78
- Nokia N79
- Nokia N85
- Nokia N86 8MP
- Nokia N96
- Samsung i7110
- Samsung i8510 Innov8

S60 5th Edition (Version 5.0), mit Symbian OS Version 9.4
Symbian-Benutzeroberfläche für Telefone mit Touchscreen
- Nokia 5230/5235/Nokia 5230 Nuron
- Nokia 5530 XpressMusic
- Nokia 5800 XpressMusic
- Nokia C5-03
- Nokia C6-00
- Nokia N97
- Nokia N97 mini
- Nokia X6-00
- Samsung i8910 HD
- Sony Ericsson Satio (Konzeptname: Idou)
- Sony Ericsson Vivaz
- Sony Ericsson Vivaz Pro

Symbian^3 (Version 5.2), mit Symbian OS Version Symbian^3
Neueste Symbian-Benutzeroberfläche für Telefone mit Touchscreen
- Nokia C6-01
- Nokia C7-00
- Nokia N8-00
- Nokia E7
- Nokia 603
- Nokia 700
- Nokia 701
- Nokia 808 PureView